# Свердловська міська рада
Свердло́вська міська́ ра́да — орган місцевого самоврядування в Луганській області. Адміністративний центр — місто обласного значення Довжанськ.

## Загальні відомості
- Територія ради: 83,84 км²
- Населення ради: 98 436 осіб (станом на 1 листопада 2012 року)

## Адміністративний устрій
- м. Довжанськ
- Червонопартизанська міська рада
  - м. Вознесенівка
- Володарська селищна рада
  - смт Ведмеже
  - смт Павлівка
- Калінінська селищна рада
  - смт Кундрюче
  - с. Кондрюче
  - с-ще Хмельницький
- Комсомольська селищна рада
  - смт Дубове
  - с-ще Прохладне
- Ленінська селищна рада
  - смт Вальянівське
  - с. Маловедмеже
  - с-ще Устинівка
  - с-ще Федорівка
- Шахтарська селищна рада
  - смт Шахтарське
  - с-ще Киселеве

## Склад ради
Рада складається з 54 депутатів та голови.
- Голова ради: Шмальц Олександр Іванович
- Секретар ради: Вівденко Сергій Григорійович

### Керівний склад попередніх скликань
| ПІБ                       | Основні відомості                                                       | Дата обрання | Дата звільнення |
| ------------------------- | ----------------------------------------------------------------------- | ------------ | --------------- |
| Шмальц Олександр Іванович | Міський голова, 1955 року народження, освіта вища, член Партії регіонів | 26.03.2006   | 31.10.2010      |
| Шмальц Олександр Іванович | Міський голова, 1955 року народження, освіта вища, член Партії регіонів | 31.10.2010   |                 |

Примітка: таблиця складена за даними джерела

### Депутати
За результатами місцевих виборів 2010 року депутатами ради стали:

#### За суб'єктами висування
| Суб'єкт висування                 | Кількість обраних депутатів | %    |
| --------------------------------- | --------------------------- | ---- |
| Партія регіонів                   | 43                          | 79,6 |
| Комуністична партія України       | 9                           | 16,7 |
| Політична партія «Сильна Україна» | 1                           | 1,9  |
| Соціалістична партія України      | 1                           | 1,9  |

#### За округами
| № округу                          | Прізвище, ім'я, по батькові         | Дата визнання обраним | Освіта         | Партійна приналежність                  | Відомості про обраного депутата                                                                                         |
| --------------------------------- | ----------------------------------- | --------------------- | -------------- | --------------------------------------- | --- |
| Комуністична партія України       |                                     |                       |                |                                         | |
| б/м                               | Калашников Сергій Станіславович     | 05.11.2010            | Освіта середня | член Комуністичної партії України       | Свердловський професійний ліцей, директор                                                                               |
| б/м                               | Копань Володимир Іванович           | 05.11.2010            | Освіта вища    | позапартійний                           | Союз ветеранів Афганістану, заступник                                                                                   |
| б/м                               | Гайдей Олексій Петрович             | 05.11.2010            | Освіта середня | член Комуністичної партії України       | |
| б/м                               | Кальченко Анатолій Митрофанович     | 05.11.2010            | Освіта вища    | член Комуністичної партії України       | ДП «Свердловантрацит», охоронець                                                                                        |
| б/м                               | Боцул Володимир Петрович            | 05.11.2010            | Освіта вища    | член Комуністичної партії України       | ДП «С. А.», нач. відділу                                                                                                |
| 17                                | Мартинюк Анатолій Юрійович          | 05.11.2010            | Освіта вища    | член Комуністичної партії України       | Свердловська організація КПУ, секретар                                                                                  |
| 18                                | Торченко Дмитро Дмитрович           | 05.11.2010            | Освіта вища    | позапартійний                           | ВП "Шахта «Довжанська-Капітальна», електрослюсар                                                                        |
| 19                                | Калашнікова Тетяна Михайлівна       | 05.11.2010            | Освіта вища    | позапартійна                            | Комсомольська загальноосвітня школа, директор                                                                           |
| 25                                | Бугрова Тетяна Борисівна            | 05.11.2010            | Освіта вища    | член Комуністичної партії України       | Медвежанська амбулаторія, медсестра                                                                                     |
| Партія регіонів                   |                                     |                       |                |                                         | |
| б/м                               | Коваль Олександр Іванович           | 05.11.2010            | Освіта вища    | член Партії регіонів                    | Державне підприємство «Свердловантрацит», в.о. генерального директора                                                   |
| б/м                               | Радіонов Володимир Володимирович    | 05.11.2010            | Освіта вища    | член Партії регіонів                    | Свердловська міська рада, секретар                                                                                      |
| б/м                               | Рибалко Борис Андрійович            | 05.11.2010            | Освіта середня | член Партії регіонів                    | Відокремлене підприємство «Шахтобудівельне управління», бригадир прохідників                                            |
| б/м                               | Бражинський Сергій Семенович        | 05.11.2010            | Освіта вища    | член Партії регіонів                    | Відокремлене підрозділ "Шахта «Червонопартизанськ», в.о. директора                                                      |
| б/м                               | Власюк Ніна Михайлівна              | 05.11.2010            | Освіта вища    | член Партії регіонів                    | Відокремлене підприємство "Шахта «Довжанська-Капітальна», маркшейдер                                                    |
| б/м                               | Сляднєв Руслан Володимирович        | 05.11.2010            | Освіта вища    | член Партії регіонів                    | приватний підприємець                                                                                                   |
| б/м                               | Костянецький Ігор Леонідович        | 05.11.2010            | Освіта вища    | член Партії регіонів                    | приватний підприємець                                                                                                   |
| б/м                               | Вівденко Сергій Григорійович        | 05.11.2010            | Освіта вища    | член Партії регіонів                    | Свердловська міська рада, заступник міського голови                                                                     |
| б/м                               | Борисовська Наталія Петрівна        | 05.11.2010            | Освіта вища    | член Партії регіонів                    | Свердловський міський архів, керівник архівного відділу                                                                 |
| б/м                               | Сьомкін Ігор Володимирович          | 05.11.2010            | Освіта вища    | член Партії регіонів                    | «Углеспецпоставка», заступник керівника з виробництва                                                                   |
| б/м                               | Ковальов Микола Олександрович       | 05.11.2010            | Освіта вища    | член Партії регіонів                    | Державне підприємство «Свердловантрацит», в.о. заступника генерального директора                                        |
| б/м                               | Попова Тетяна Миколаївна            | 05.11.2010            | Освіта вища    | член Партії регіонів                    | Відокремлене підприємство "Шахта «Довжанська-Капітальна», інженер-програміст                                            |
| б/м                               | Дорошенко Ганна Леонідівна          | 05.11.2010            | Освіта вища    | член Партії регіонів                    | Державне підприємство «Свердловантрацит», начальник ооу                                                                 |
| б/м                               | Гуров Ігор Вікторович               | 05.11.2010            | Освіта вища    | член Партії регіонів                    | ОП "ЗУОО «Королєвскіє скали» Державне підприємство "Свердловантрацит, директор                                          |
| б/м                               | Локтіонова Олександра Володимирівна | 05.11.2010            | Освіта вища    | член Партії регіонів                    | Свердловське відділення держказначейства, заступник керівника                                                           |
| б/м                               | Епштейн Вадим Борисович             | 05.11.2010            | Освіта вища    | член Партії регіонів                    | Свердловське бюро технічної інвентаризації, керівник                                                                    |
| б/м                               | Степаненко Олена Анатоліївна        | 05.11.2010            | Освіта вища    | член Партії регіонів                    | Державне підприємство «Свердловантрацит», начальник юридичного відділу                                                  |
| б/м                               | Савчук Ірина Геннадіївна            | 05.11.2010            | Освіта вища    | член Партії регіонів                    | Державне підприємство «Свердловантрацит», головний технолог                                                             |
| б/м                               | Кругликова Сніжана Сергіївна        | 05.11.2010            | Освіта вища    | член Партії регіонів                    | Телерадіокомпанія «ВИД», головний редактор                                                                              |
| б/м                               | Худолей Микола Миколайович          | 05.11.2010            | Освіта вища    | член Партії регіонів                    | Державне підприємство «Свердловантрацит», головний геолог                                                               |
| б/м                               | Закоржевський Павло Васильович      | 05.11.2010            | Освіта вища    | член Партії регіонів                    | Свердловське регіональне відділення, голова                                                                             |
| 2                                 | Лопушанський Вадим Анатолійович     | 05.11.2010            | Освіта вища    | член Партії регіонів                    | Відокремлене підприємство «Шахта ім. Свердлова», заступник директора з виробництва                                      |
| 3                                 | Джиошвілі Тенгіз Діанозович         | 05.11.2010            | Освіта вища    | член Партії регіонів                    | Відокремлений підрозділ «ФОК Шахтар» Державного підприємства «Свердловантрацит», директор                               |
| 4                                 | Давиденко Євген Григорійович        | 05.11.2010            | Освіта вища    | член Партії регіонів                    | Державне підприємство «Свердловантрацит», директор з соціальних питань                                                  |
| 5                                 | Бондарєв Олександр Васильович       | 05.11.2010            | Освіта вища    | член Партії регіонів                    | Відокремлений підрозділ «ПТУ» Державного підприємства «Свердловантрацит», директор                                      |
| 6                                 | Тюміков Костянтин Анатолійович      | 05.11.2010            | Освіта вища    | член Партії регіонів                    | Державне підприємство «Свердловантрацит», технічний директор                                                            |
| 7                                 | Скрипнік Євген Миколайович          | 05.11.2010            | Освіта вища    | член Партії регіонів                    | Державне підприємство «Свердловантрацит», директор з капітального будівництва                                           |
| 8                                 | Крамчанінов Микола Олексійович      | 05.11.2010            | Освіта вища    | член Партії регіонів                    | Відокремлений підрозділ «Автобаза» Державного підприємства «Свердловантрацит», директор                                 |
| 9                                 | Скрипнік Костянтин Євгенович        | 05.11.2010            | Освіта вища    | член Партії регіонів                    | Відокремлене підприємство "Шахта «Довжанська-Капітальна», головний інженер                                              |
| 10                                | Ладикін Ігор Володимирович          | 05.11.2010            | Освіта вища    | член Партії регіонів                    | ВП «Управління Свецшахтомонтаж», директор                                                                               |
| 11                                | Гейко Іван Харитонович              | 05.11.2010            | Освіта вища    | член Партії регіонів                    | Державне підприємство «Свердловантрацит», головний бухгалтер                                                            |
| 12                                | Свірін Олександр Вікторович         | 05.11.2010            | Освіта вища    | член Партії регіонів                    | Відокремлене підприємство "Шахта «Довжанська-Капітальна» Державного підприємство «Свердловантрацит», головний економіст |
| 13                                | Неговора Василь Васильович          | 05.11.2010            | Освіта середня | член Партії регіонів                    | Відокремлене підприємство "Шахта «Червоний Партизан» Державного підприємство «Свердловантрацит», електрослюсар          |
| 14                                | Дідик Людмила Федорівна             | 05.11.2010            | Освіта вища    | член Партії регіонів                    | Відокремлене підприємство "Шахта «Червоний Партизан» Державного підприємство «Свердловантрацит», начальник РСУ          |
| 15                                | Стоколяс Олександр Миколайович      | 05.11.2010            | Освіта вища    | член Партії регіонів                    | Державне підприємство «Свердловантрацит», головний маркшейдер                                                           |
| 16                                | Слотвинський Анатолій Степанович    | 05.11.2010            | Освіта вища    | позапартійний                           | Бірюковська обласна психіатрична лікарня, головний лікар                                                                |
| 20                                | Неврузов Микола Байрамович          | 05.11.2010            | Освіта середня | член Партії регіонів                    | Відокремлений підрозділ «Шахта Харківська» Державного підприємства «Свердловантрацит», бригадир гірників                |
| 21                                | Шалигін Валерій Григорійович        | 05.11.2010            | Освіта середня | член Партії регіонів                    | Відокремлений підрозділ «Шахта Харківська» Державного підприємства «Свердловантрацит», машиніст підйому                 |
| 22                                | Кячев Заудін Хусинович              | 05.11.2010            | Освіта вища    | член Партії регіонів                    | Відокремлений підрозділ "ГЗФ «Центроспілка» Державного підприємства «Свердловантрацит», директор                        |
| 23                                | Павелко Анатолій Миколайович        | 05.11.2010            | Освіта вища    | член Партії регіонів                    | ПСП «Дар'їновське», директор                                                                                            |
| 24                                | Сенішина Людмила Олександрівна      | 05.11.2010            | Освіта вища    | член Партії регіонів                    | Дочірнє підприємство «Ринок міста Свердловська», директор                                                               |
| 26                                | Косухін Віктор Федорович            | 05.11.2010            | Освіта середня | член Партії регіонів                    | Новоборовицька сільська рада, водій                                                                                     |
| 27                                | Чеботарьов Микола Володимирович     | 05.11.2010            | Освіта вища    | член Партії регіонів                    | Приватне сільськогосподарське підприємство «Провалля», директор                                                         |
| Політична партія «Сильна Україна» |                                     |                       |                |                                         | |
| б/м                               | Бугайова Людмила Тимофіївна         | 05.11.2010            | Освіта вища    | член Політичної партії «Сильна Україна» | ПП «Бізнесрегіон», заступник директора                                                                                  |
| Соціалістична партія України      |                                     |                       |                |                                         | |
| 1                                 | Косяков Віктор Володимирович        | 05.11.2010            | Освіта вища    | член Соціалістичної партії України      | загальноосвітня школа № 7, директор                                                                                     |